# Uning Sigugur
Uning Sigugur is een bestuurslaag in het regentschap Aceh Tenggara van de provincie Atjeh, Indonesië. Uning Sigugur telt 213 inwoners (volkstelling 2010).